# Iridomyrmex obscurus
Iridomyrmex obscurus är en myrart som beskrevs av W. C. Crawley 1921. Iridomyrmex obscurus ingår i släktet Iridomyrmex och familjen myror. Inga underarter finns listade i Catalogue of Life.